# Komora Lindnera
Komora Lindnera – płytka podstawowa używana przy badaniach mikroskopowych ze specjalnym zagłębieniem w centralnej pozycji, używana do badań ruchliwości mikroorganizmów, rozmnażania drożdży itp.